# Културнаут
| „Културнаут” центар за креативну децу и младе |                                  |
|                                               |                                  |
| Оснивач                                       | Јована Мијатовић                 |
| Седиште:                                      | Љиљане Крстић 27б · Земун Србија |
| Веб презентација                              | Званична презентација            |

Културнаут је удружење које се бави организовањем културно едукативно-забавног програма за децу и младе, са циљем да се деци приближи археологија, писменост и уметност кроз забаван начин где имају прилике да развију своје вештине и креативност.
Културнаут успешно сарађује са кустосима Музеја града Београда, где се у оквиру Дечјег клуба одржавају едукативне радионице за децу узраста од шест до четрнаест година. Радионице се одржавају у Конаку кнегиње Љубице, Музеју Иве Андрића и Музеју Јована Цвијића. Поред Музеја, такође су остварене успешне сарадње са Центром за урбани развој и Центром за добровољни рад и помоћ деци „Дуга”.
Успешно су реализовани следећи пројекти: „Путовање кроз време са Културнаутом”, „Културнаут у твом крају” и „Heritage Hubs”.

## Пројекат „Путовање кроз време”
Програм „Путовање кроз време са Културнаутом” припада културно-образовној делатности и намењен је деци основних школа, узраста од 6 до 15 година. Укључује низ различитих радионица, осмишљених као својеврсна допуна школском програму деце различитих узраста и интересовања: Барокно (пре)обликовање Београда, Кључеви писма, Глагољење, Оштро око – веште руке, Антички мозаици, Римско стакло – Millefiori, РиМодирање, Чаролија пиротског ћилима, Пећинци, Фигурине од глине и Шетње Београдом са Културнаутом. Радионице су едукативно-забавног карактера и састављене су од теоријског и практичног дела. Циљ радионица је да деца на креативан и динамичан начин стекну разна знања и вештине из области археологије и историје, да развију свест о очувању културне баштине и способност за тимски рад.
Радионице се одржавају на две локације: у Удружењу Културнаут и Музеју града Београда. Постоји и могућност организовања специјалних радионица у простору по вашем избору.
Пројекат је подржан од стране Министарства просвете, науке и технолошког развоја 2017. и 2018. године.

## Пројекат „Културнаут у твом крају”
Пројекат „Културнаут у твом крају” имао је за циљ да се код ученика основних школа у Београду подигне свест о значају очувања културне баштине. Полазиште су биле микролокације односно културно наслеђе у одређеном крају града у комбинацији са местима која су деци данас важна и уз питање како би реаговали када би нестало оно што воле и шта су навикли свакодневно да виде. Ученици су, користећи дигиталне технологије, снимали прилоге о културном наслеђу свог краја, као и о својим омиљеним местима за дружење и на тај начин уместо „конзумената” постали ствараоци прича и аутори кратких видео записа. Имајући у виду да су у пројекат биле укључене школе са четири различите општине, деца су истовремено имала прилику да сазнају занимљивости о различитим деловима Београда.
Такође, користећи друштвене мреже и учествујући у завршном квизу, могли су да упознају друге крајеве Београда односно суседства других школа учесница и да направе поређења и истакну шта разликује њихова места од других, али и да уоче сличности. Изазов је био да се ученици снађу у улогама истраживача, приповедача, сниматеља и монтажера и да у што већој мери самостално изнесу цео задатак.
Школе су одабране на основу раније сарадње на едукативним програмима реализованим у Музеју града Београда. У пројекту који је реализован у неколико фаза су учествовали наставници и по шест ученика VI – VIII разреда (12 - 14 година) из четири београдске основне школе са различитих општина: ОШ „Ослободиоци Београда” са Палилуле, ОШ „Филип Кљајић Фића” са Бановог брда, ОШ „Гаврило Принцип” из Земуна и ОШ „Светислав Голубовић Митраљета” из Батајнице.
Пројекат „Културнаут у твом крају“ подржан је од стране Министарства културе и информисања и реализован је у партнерству са Дечјим клубом Музеја града Београда током јесени и зиме 2018. године.

## Пројекат „”
Пројекат „Heritage Hubs” је намењен унапређењу учешћа младих школског узраста, као једне од главних циљних група у оквиру Европске године културног наслеђа 2018. године, у процесима практиковања и коришћења културног наслеђа. Разменом културног наслеђа која је предвиђена пројектом, упознавањем са вредностима које наслеђе носи и препознавањем његових специфичности, али и сличности између различитих форми наслеђа на различитим просторима обухваћеним пројектом, постиже се развој односа према свом културном наслеђу и наслеђу других, према заједничком европском културном простору и значају културног наслеђа које га карактерише у целини.
Пројектом су обухваћени ученици основних школа у Финској, Шпанији и Србији, узраста од 11 до 15 година. У оквиру кључних активности пројекта, ученици су развијали виртуалне и физичке формате размене изабраних делова сопственог културног наслеђа са ученицима из осталих земаља. Ове презентације културног наслеђа размењивале су се путем онлајн платформе која је постављена у оквиру пројекта.
Носилац пројекта за Србију је била организација Центар за урбани развој. Организација Културнаут је на пројекту била ангажована као координатор Heritage Hubs програма за школе.